# Terry Dehere
Lennox Dominique "Terry" Dehere (Nueva York, Nueva York, 12 de septiembre de 1971) es un exjugador de baloncesto estadounidense que disputó 6 temporadas en la NBA, y que actualmente ejerce como político del Partido Demócrata de los Estados Unidos en el gobierno de Jersey City. Dehere se formó en la Universidad de Seton Hall, donde en 1993 logró el Jugador del Año en la Big East. Después, en la NBA, pasó por Los Angeles Clippers, Sacramento Kings y Vancouver Grizzlies. Con 1,88 metros de estatura, jugaba en la posición de escolta.

## Trayectoria deportiva

### Universidad

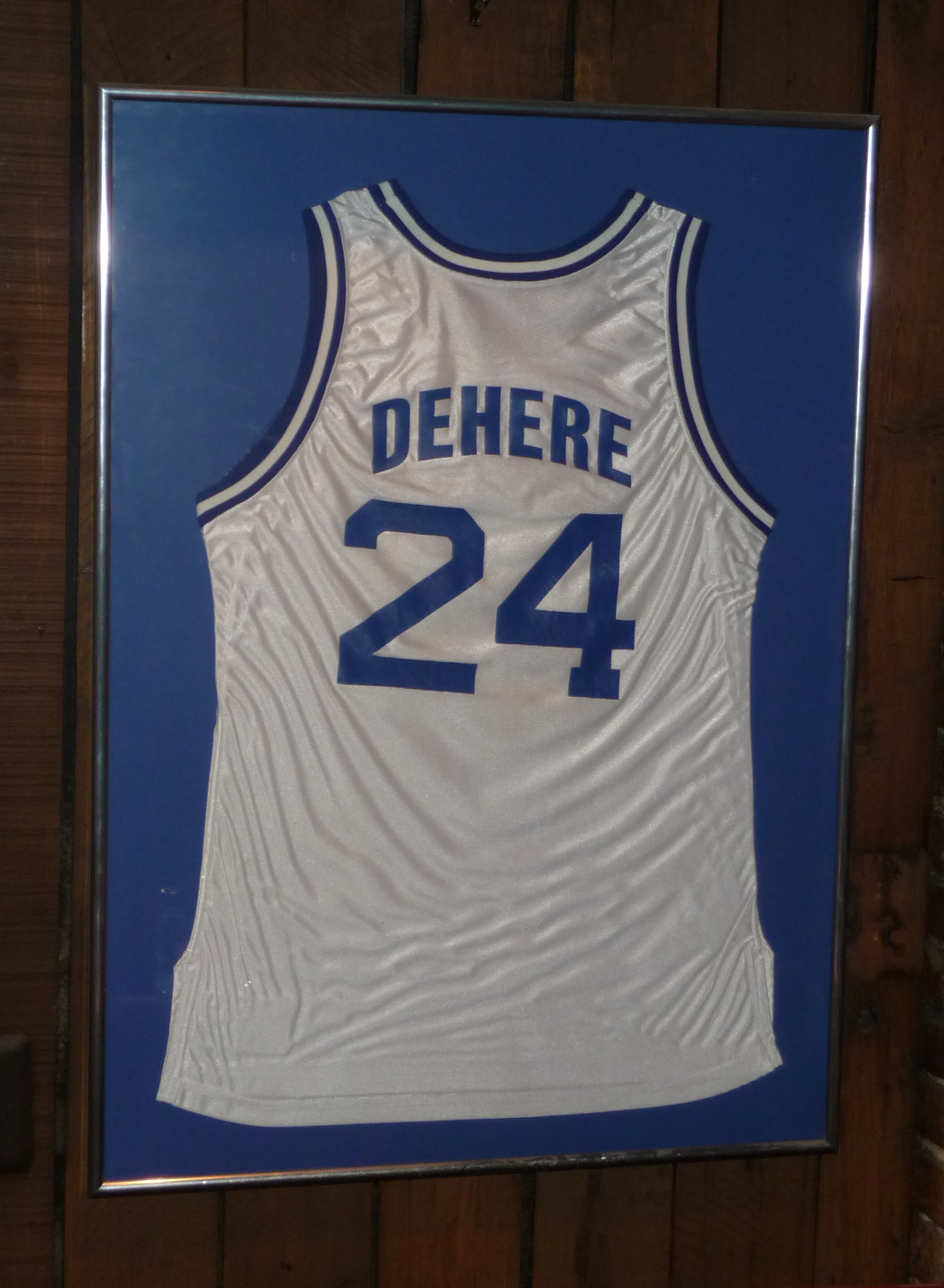
Camiseta de Seton Hall en su restaurante.

Dehere nació en Nueva York, pero creció en Jersey City, donde se matriculó en el St. Anthony's High School. Allí jugó a las órdenes del entrenador Bob Hurley y coincidiendo con Bobby Hurley. Dehere jugó en la Universidad de Seton Hall de 1989 hasta 1993. Con los Pirates firmó un excelente nivel en cada una de las cuatro campañas. 
En su debut como freshman en la temporada 1989-90 tomó el peso del equipo con 16.1 puntos, 3.4 rebotes y 2.1 asistencias. 
En 1991, Dehere formó parte de la Selección de Estados Unidos que se llevó la medalla de bronce en los Juegos Panamericanos de La Habana
Dehere siguió progresando en su juego hasta que en la temporada 1992-93 fue elegido Jugador del Año Big East tras promediar 22 puntos, 3 rebotes y 2.7 asistencias. También fue elegido MVP del torneo de la Big East.

### Profesional
Dehere fue elegido por Los Angeles Clippers en el puesto 13 del Draft de 1993. En los Clippers pasó sus primeras cuatro temporadas. En su año rookie promedió 5.3 puntos, mientras que sus mejores temporadas como jugador llegaron en la segunda y tercera campaña con los Clippers. Como sophomore, en la temporada 1994-95 promedió 10.4 puntos y 2.8 asistencias. En su tercera temporada, en la temporada 1995-96 firmó 12.4 puntos, 1.7 rebotes y 4.3 asistencias. Desde entonces comenzó una caída en su rendimiento que le llevó en la temporada 1997-98 a Sacramento Kings, y en la 1998-99, empezada la temporada, a Vancouver Grizzlies. 
Dejó la NBA en la 1999-00, para marcharse a la Bundesliga alemana para jugar con el ALBA Berlin, donde ofreció su nivel esperado de la universidad. Lideró al ALBA a conseguir el título de liga con 17.2 puntos, 2.7 rebotes y 3 asistencias. En enero de 2002, Dehere firmó con Florida Flame de la NBDL, y ahí terminó su carrera deportiva.

## Estadísticas de su carrera en la NBA

### Temporada regular
| Temp.   | Edad | Equipo     | Liga | P   | TIT | MIN  | TC  | TCA | %TC  | 3P  | 3PA | %3P  | TL  | TLA | %TL  | R.OF. | R.DEF. | REB | ASIS | ROB | TAP | PER | FP  | PTS  |
| 1993-94 | 22   | Clippers   | NBA  | 64  | 6   | 11.9 | 2.0 | 5.3 | .377 | 0.4 | 0.9 | .404 | 1.0 | 1.3 | .753 | 0.4   | 0.7    | 1.1 | 1.2  | 0.4 | 0.0 | 1.0 | 1.1 | 5.3  |
| 1994-95 | 23   | Clippers   | NBA  | 80  | 28  | 22.2 | 3.5 | 8.6 | .407 | 0.6 | 2.0 | .294 | 2.9 | 3.7 | .784 | 0.4   | 1.5    | 1.9 | 2.8  | 0.6 | 0.1 | 2.0 | 2.5 | 10.4 |
| 1995-96 | 24   | Clippers   | NBA  | 82  | 10  | 24.6 | 3.8 | 8.4 | .459 | 1.7 | 3.9 | .440 | 3.0 | 4.0 | .755 | 0.5   | 1.2    | 1.7 | 4.3  | 0.7 | 0.2 | 2.3 | 2.9 | 12.4 |
| 1996-97 | 25   | Clippers   | NBA  | 73  | 3   | 14.4 | 2.0 | 5.2 | .386 | 0.7 | 2.2 | .325 | 1.7 | 2.0 | .824 | 0.2   | 1.1    | 1.3 | 2.2  | 0.4 | 0.0 | 1.3 | 1.9 | 6.4  |
| 1997-98 | 26   | Sacramento | NBA  | 77  | 18  | 18.3 | 2.3 | 5.9 | .399 | 0.6 | 1.7 | .379 | 1.0 | 1.3 | .798 | 0.3   | 1.1    | 1.4 | 2.5  | 0.7 | 0.1 | 1.2 | 1.9 | 6.4  |
| 1998-99 | 27   | TOTAL      | NBA  | 26  | 0   | 11.2 | 1.2 | 3.3 | .365 | 0.6 | 1.5 | .410 | 0.2 | 0.3 | .714 | 0.3   | 0.7    | 0.9 | 1.0  | 0.3 | 0.1 | 0.6 | 1.2 | 3.2  |
| 1998-99 | 27   | Sacramento | NBA  | 4   | 0   | 5.0  | 1.0 | 2.8 | .364 | 0.3 | 1.3 | .200 | 0.0 | 0.0 |      | 0.5   | 0.0    | 0.5 | 0.3  | 0.5 | 0.0 | 0.5 | 0.5 | 2.3  |
| 1998-99 | 27   | Vancouver  | NBA  | 22  | 0   | 12.3 | 1.2 | 3.4 | .365 | 0.7 | 1.5 | .441 | 0.2 | 0.3 | .714 | 0.2   | 0.8    | 1.0 | 1.2  | 0.2 | 0.1 | 0.6 | 1.3 | 3.4  |
| Carrera |      |            | NBA  | 402 | 65  | 18.2 | 2.7 | 6.5 | .411 | 0.8 | 2.2 | .378 | 1.8 | 2.4 | .779 | 0.4   | 1.1    | 1.5 | 2.6  | 0.5 | 0.1 | 1.5 | 2.1 | 8.0  |

### Playoffs
| Temp.   | Edad | Equipo   | Liga | P | MIN | TCA | TC | 3PA | 3P | TLA | TL | R.OF. | REB | ASIS | ROB | TAP | PER | FP | PTS | %TC  | %3P  | %FT | MIN | PTS | REB | AST |
| 1996-97 | 25   | Clippers | NBA  | 2 | 5   | 0   | 1  | 0   | 1  | 0   | 0  | 1     | 1   | 0    | 0   | 0   | 1   | 1  | 0   | .000 | .000 |     | 2.5 | 0.0 | 0.5 | 0.0 |
| Carrera |      |          | NBA  | 2 | 5   | 0   | 1  | 0   | 1  | 0   | 0  | 1     | 1   | 0    | 0   | 0   | 1   | 1  | 0   | .000 | .000 |     | 2.5 | 0.0 | 0.5 | 0.0 |